# IC 1348
IC 1348 је лентикуларна галаксија у сазвјежђу Водолија која се налази на листи објеката дубоког неба у Индекс каталогу.
Деклинација објекта је - 13° 21' 25" а ректасцензија 21h 1m 43,9s. Привидна величина (магнитуда) објекта IC 1348 износи 14,3 а фотографска магнитуда 15,3. IC 1348 је још познат и под ознакама NPM1G -13.0509, PGC 3093671.